# Непалска рупия
Вижте пояснителната страница за други значения на рупия.
Непалската рупия (на непалски: रुपैयाँ) е официалното разплащателно средство и парична единица в Непал. Въведена е след обединението на Непал и се дели на 100 пайса. Емитира се от централната банка на Непал.

## Монети
Има монети от 1 и 2 рупии.

## Банкноти
Емитират се банкноти от 5, 10, 20, 50, 100, 500, 1000 рупии.